# Chelonus pikeni
Chelonus pikeni är en stekelart som beskrevs av Kurhade och Nikam 1993. Chelonus pikeni ingår i släktet Chelonus och familjen bracksteklar. Inga underarter finns listade i Catalogue of Life.